# Godori
Le Godori ou Go Stop est un jeu de cartes très populaire joué en Corée utilisant un jeu de carte nommé Hwa-t'u (la bataille des fleurs), commun avec le Japon, appelé là bas Hanafuda.
Les règles sont héritées du jeu japonais Koi-Koi arrivé au XIXe siècle en Corée. On y joue à 3 et il est possible d'adapter certaines règles pour jouer à 2 ou 4 personnes.

## Les cartes
Le jeu se compose de 48 cartes réparties en 12 familles de 4 cartes représentant les mois de l'année par des thèmes de feuilles : pin, abricotier du Japon, cerisier, glycine, iris, pivoine, trèfle, herbe japonaise pampas (ou eulalia), chrysanthème, érable, paulownia et saule (ou pluie). Les types de feuilles sont utilisés pour former les paires durant la phase de pose et de pioche.
Lors de la phase de création de combinaisons, les cartes se répartissent en 4 groupes :
- les kwang (lumières ou rois), il y en a 5 dans le jeu, ils ont un petit caractère chinois dans un des coins, le kwang, qui signifie lumière en chinois
- les yul ou tongmul, il y en a 8 (+ le bol de saké), ce sont les cartes qui ont un objet ou un animal (pont, papillon, oiseau, etc.)
- les tti, il y en a 10, ce sont les cartes avec un drapeau. Il y a 3 rouges avec l'inscription "Hong dan" (drapeau rouge), 3 bleues avec l'inscription "Chung dan" (drapeau bleu), 3 rouges sans inscriptions et le drapeau rouge de pluie qui est considéré sans famille
- les pi, il en reste donc 25, ce sont les cartes "normales". 3 de ces cartes sont particulières car elles valent 2 cartes pi (sang-pi).

Le bol de saké peut être compté comme un animal ou comme un sang-pi.
Selon la marque du jeu ou l'évènement pour lequel elles ont été éditées, il est possible de trouver des cartes "jokers" qui valent un certain nombre de pi à déterminer entre joueurs au début de la partie. Ces cartes sont jouées sans famille, c’est-à-dire que si on la pose, elle n'a pas à être en couple, si on la pioche non plus. À la fin des poses, elle rejoint nos cartes pour les points.
Les cartes de novembre, paulownia, sont souvent appelées "dong" qui pourraient se traduire par merde ou caca. C'est affectueux et ça les fait beaucoup rigoler.

## Les règles
Il n'y a pas vraiment de règle officielle et chaque famille utilise sa propre règle.

### Distribution
Choisir la personne qui distribue, le joueur à sa gauche choisit de couper le jeu ou non. Il y a plusieurs façons de donner les cartes, toutes les cartes sont toujours distribuées face cachée. Le résultat de la répartition est de 7 cartes en main et 6 cartes sur la table. Cela peut donner par exemple, 4 cartes pour tout le monde, 3 cartes sur la table, 3 cartes à tout le monde, 3 cartes sur la table. Le distributeur laisse la pile non distribuée au milieu de la table et retourne les cartes du pots.
- il y a un triplet, les cartes sont empilées, c'est un "bug" (cf puk plus bas).
- il y a un quadruplé, on redistribue.
- il y a un joker, le distributeur le prend et le pose.

Chacun regarde ses cartes.
- vous avez un quadruplé, vous avez gagné.
- vous avez un joker, vous ne pourrez le jouer qu'au deuxième tour.
- vous avez un triplé, vous pouvez l'annoncer ou non avant de commencer, si vous l'avez annoncé et que vous gagnez, vous doublez votre score.

### Tour
Le distributeur commence la partie. On tourne dans le sens inverse des aiguilles d'une montre.
- Prendre une carte de sa main pour essayer de créer une paire avec une des cartes du pot, si ce n'est pas possible, poser la carte avec le pot.
- Prendre une carte de la pile et la poser sur une carte si vous formez une paire, sinon l'inclure au pot.
- Prendre les cartes des paires créées.

Plusieurs cas spéciaux peuvent se présenter :
- sa-tta, triplé de la même famille
- bug, la carte piochée peut être utilisée en triplé de la paire formée par votre carte posée depuis votre main, le sa-tta est laissé sur la table
- puk, le joueur qui pose la quatrième carte sur un sa-tta gagne la pile et devient président
- daduk, une paire est présente sur le pot, vous posez une carte de la famille pour prendre une paire et la carte piochée est la quatrième carte de la famille, vous prenez tout et êtes président
- bombe, vous avez un triplé en main, vous avez le droit de poser les 3 sur une carte du pot, vous êtes président
- si après avoir ramassé vos paires, il ne reste plus de carte au pot, vous êtes président
- président, le joueur président reçoit une carte pi de chaque joueur (on donne bien sûr la plus basse). Si on n'a pas de pi, on ne donne rien.

### Le pointage
Comme les règles, il n'existe pas de table de pointage officiel. Les tables ci-dessous sont celles les plus souvent utilisées dans les machines de jeux. Les autres colonnes représentent d'autres décomptes possibles.
| Combinaisons                       | Arcade | Taesun | Hangame | pd49 |
| ---------------------------------- | ------ | ------ | ------- | ---- |
| Les kwang                          |        |        |         |      |
| 2 kwang sans l'homme sous la pluie | 0      | 0      | 0       | 2    |
| 3 kwang dont l'homme sous la pluie | 2      | 2      | 2       | 3    |
| 3 kwang sans l'homme sous la pluie | 3      | 3      | 3       | 3    |
| 4 kwang dont l'homme sous la pluie | 4      | 3      | 4       | 4    |
| 4 kwang sans l'homme sous la pluie | 5      | 4      | 4       | 6    |
| 5 kwang                            | 15     | 15     | 15      | 10   |
| Les tongmul                        |        |        |         |      |
| 5 tongmul                          | 1      | 1      | 1       | 1    |
| chaque tongmul supplémentaire      | 1      | 1      | 1       | 1    |
| les 3 tongmul oiseaux (godori)     | 5      | 3      | 5       | 5    |
| tous les animaux                   | 0      | 0      | x2      | x2   |
| Les tti                            |        |        |         |      |
| 5 tti                              | 1      | 1      | 1       | 1    |
| chaque tti supplémentaire          | 1      | 1      | 1       | 1    |
| 3 tti de la même famille           | 3      | 3      | 3       | 3    |
| Les pi                             |        |        |         |      |
| 7 pi (ou 10)                       | 1      | 1      | 1       | 1    |
| chaque pi supplémentaire           | 1      | 1      | 1       | 1    |

1. ↑  le pointage des animaux est doublé pour 7 animaux ou plus
2. ↑  pointage doublé si tous les points viennent des animaux
3. ↑  Il est possible de combiner les points, si vous avez 3 bleus, 3 rouges vides et 2 rouges écrits : 3 points pour chaque triplet puis 2 points pour 5 drapeaux + 1.

### Go ou Stop
Avec les combinaisons, il faut faire un minimum de points, souvent 3, 7 ou 10, avant de faire le choix crucial du godori : "go" ou "stop".
Si vous avez atteint ce nombre de points et que vous dites "stop", tout le monde vous donne ce nombre de points. Si vous dites "go" vous demandez à continuer le jeu pour essayer de faire un plus gros score. Lorsque vous arrêtez le jeu, si vous avez déjà dit un go, vous avez 1 point de bonus, au-delà, vous multipliez votre score par le nombre de fois ou vous avez dit go. Mais si quelqu'un stoppe le jeu avant vous et que vous avez déjà dit un go, vous payez pour tout le monde et en double !
Exemple : joueur A vient de faire 4 go, il a déjà 14 points, il va ramasser un gros paquet, joueur B n'a presque rien, joueur C a bluffé et pose sa carte, il passe la barre des 7 points minimum fixée en début de partie avec 8 points et dit "stop". Le joueur A va donc payer au joueur C 32 points, 8*2=16 points pour lui et 8*2=16 points pour le joueur B.

### Fin de partie
S'il n'y a plus de carte dans la pioche, celui qui a le plus de points gagne. Alternative : S'il n'y a plus de carte dans la pioche, la prochaine partie vaut double.
Si le gagnant a 10 pi (ou +) et vous 5 ou moins, vous doublez la somme due au gagnant.
Si le gagnant a 3 kwang (ou +) et vous 0, vous doublez la somme due au gagnant

## Adaptations pour 2 joueurs
- La répartition des cartes en début de partie est de 10 ou 8 cartes en main et 8 ou 10 cartes sur la table.
- Il faut 10 pi pour faire un point.
- Si le gagnant a 10 pi et vous 7 ou moins, vous doublez la somme due au gagnant.

## Liens
- (en) Les règles sur Yahoo Games
- (en) Une partie du site personnel de Andy Anderson sur le godori (pd49)